# Grodziec (Grande-Pologne)
Pour les articles homonymes, voir Grodziec.
Grodziec (prononciation : [ˈɡrɔd͡ʑet͡s]) est un village de Pologne, situé dans la voïvodie de Grande-Pologne. Il est le chef-lieu de la gmina de Grodziec, dans le powiat de Konin.
Il se situe à 25 kilomètres au sud-ouest de Konin (siège du powiat) et à 89 kilomètres au sud-est de Poznań (capitale régionale).
Le village possédait une population de 1 668 habitants en 2014.

## Histoire
De 1975 à 1998, Grodziec faisait partie du territoire de la voïvodie de Konin.

Depuis 1999, le village fait partie du territoire de la voïvodie de Grande-Pologne.